# ジョン・ブレッビア
- ジョン・ブレビア

ジョン・フルボーム・ブレッビア（John Fulboam Brebbia, 1990年5月30日 - ）は、アメリカ合衆国マサチューセッツ州ノーフォーク郡シャロン出身のプロ野球選手（投手）。右投左打。メジャーリーグベースボール(MLB)のアトランタ・ブレーブス傘下所属。
メディアによっては「ブレビア」と表記されることもある。

## 経歴

### プロ入りとヤンキース傘下時代
2011年のMLBドラフト30巡目（全体929位）でニューヨーク・ヤンキースから指名され、プロ入り。契約後、傘下のA-級スタテンアイランド・ヤンキースでプロデビュー。5試合に登板して0勝1敗、防御率0.00、8奪三振を記録した。
2012年はA級チャールストン・リバードッグスでプレーし、29試合に登板して3勝1敗2セーブ、防御率2.96、53奪三振を記録した。
2013年はA級チャールストンとA+級タンパ・ヤンキースでプレーし、2球団合計で34試合に登板して0勝5敗1セーブ、防御率4.06、49奪三振を記録した。オフの12月13日に自由契約となった。

### 独立リーグ時代
2014年から2年間は独立リーグであるアメリカン・アソシエーションでプレーした。この年はスーフォールズ・カナリーズに所属し、34試合（先発5試合）に登板して3勝2敗1セーブ、防御率3.31、76奪三振を記録した。
ラレド・リーマーズへ移籍した2015年は51試合に登板して7勝2敗9セーブ、防御率0.98、79奪三振を記録した。

### カージナルス時代
2015年9月21日にアリゾナ・ダイヤモンドバックスとマイナー契約を結んだ。オフの12月10日にルール・ファイブ・ドラフト（マイナーリーグ・フェイズ）でセントルイス・カージナルスから指名され、移籍した。
2016年は傘下のAA級スプリングフィールド・カージナルスとAAA級メンフィス・レッドバーズでプレーし、2球団合計で43試合に登板して5勝5敗2セーブ、防御率5.03、68奪三振を記録した。
2017年は開幕からAAA級メンフィスでプレーしていた。5月27日にメジャー契約を結んでアクティブ・ロースター入りした。翌28日のコロラド・ロッキーズ戦でメジャーデビュー。そのまま右のリリーフとして定着し、最終的に50試合に登板して防御率2.44、51奪三振を記録した。
2018年は45試合に登板して3勝3敗2セーブ、防御率3.20、60奪三振を記録した。オフの10月29日に2018日米野球のMLB選抜に選出された。
2019年は66試合に登板して3勝4敗、防御率3.59、87奪三振を記録した。
2020年は6月にトミー・ジョン手術を受けたため、シーズンを全休した。オフの12月2日にノンテンダーFAとなった。

### ジャイアンツ時代
2020年12月21日にサンフランシスコ・ジャイアンツと80万ドルの単年契約を結んだ。
2021年6月20日に60日間の負傷者リストからアクティブ・ロースターに登録され、同日のフィラデルフィア・フィリーズ戦で2年ぶりのメジャー復帰登板を果たした。
2022年はリーグトップの76試合（うち先発11試合）に登板し、6勝2敗18ホールド、防御率3.18という成績を残した。
2023年は6月17日から9月5日まで広背筋の挫傷で負傷者リスト入りしたが、それでも40試合に登板して3勝5敗7ホールド、防御率3.99という成績を残した。オフの11月3日にFAとなった。

### ホワイトソックス時代
2024年1月20日にシカゴ・ホワイトソックスと1年契約を結んだ。
ホワイトソックスでは54試合に登板し、0勝6敗で防御率6.29という成績であった。8月27日にDFAとなり、同月29日にFAとなった。

### ブレーブス時代
2024年8月31日にアトランタ・ブレーブスとマイナー契約を結び、翌日アクティブ・ロースター入りしたが、同月28日にレイナルド・ロペスの復帰に伴ってDFAとなった後、AAA級グウィネット・ストライパーズに降格、オフの10月31日にFAとなった。

### タイガース時代
2025年2月12日にデトロイト・タイガースと、1年総額275万ドルで契約を結んだ。6月14日までの19試合に登板して1勝2ホールドを挙げたものの、打ち込まれる試合があるなど防御率7.71と結果を残せず、翌15日にタイラー・オーウェンスの昇格に伴いDFA、4日後に自由契約となった。

### ブレーブス傘下時代
2025年6月24日にアトランタ・ブレーブスとマイナー契約を結び、AAA級グウィネットに配属された。

## 投球スタイル
投球の約半分をフォーシームを占めている。次いでスライダーを投げるが、基本的にはこの2つで組み立てている。

## 詳細情報

### 年度別投手成績
| 年 度    | 球 団    | 登 板 | 先 発 | 完 投 | 完 封 | 無 四 球 | 勝 利 | 敗 戦 | セ 丨 ブ | ホ 丨 ル ド | 勝 率 | 打 者 | 投 球 回 | 被 安 打 | 被 本 塁 打 | 与 四 球 | 敬 遠 | 与 死 球 | 奪 三 振 | 暴 投 | ボ 丨 ク | 失 点 | 自 責 点 | 防 御 率 | W H I P |
| -------- | -------- | ----- | ----- | ----- | ----- | -------- | ----- | ----- | -------- | ----------- | ----- | ----- | -------- | -------- | ----------- | -------- | ----- | -------- | -------- | ----- | -------- | ----- | -------- | -------- | ------- |
| 2017     | STL      | 50    | 0     | 0     | 0     | 0        | 0     | 0     | 0        | 5           | ----  | 209   | 51.2     | 37       | 8           | 11       | 3     | 5        | 51       | 2     | 0        | 15    | 14       | 2.44     | 0.93    |
| 2018     | STL      | 45    | 0     | 0     | 0     | 0        | 3     | 3     | 2        | 5           | .500  | 209   | 50.2     | 43       | 5           | 16       | 2     | 0        | 60       | 1     | 0        | 18    | 18       | 3.20     | 1.16    |
| 2019     | STL      | 66    | 0     | 0     | 0     | 0        | 3     | 4     | 0        | 13          | .429  | 304   | 72.2     | 59       | 6           | 27       | 2     | 3        | 87       | 0     | 0        | 31    | 29       | 3.59     | 1.18    |
| 2021     | SF       | 18    | 0     | 0     | 0     | 0        | 0     | 1     | 0        | 1           | .000  | 87    | 18.1     | 25       | 4           | 4        | 2     | 2        | 22       | 0     | 0        | 13    | 12       | 5.89     | 1.58    |
| 2022     | SF       | 76    | 11    | 0     | 0     | 0        | 6     | 2     | 0        | 18          | .750  | 288   | 68.0     | 71       | 5           | 18       | 2     | 1        | 54       | 0     | 0        | 27    | 24       | 3.18     | 1.31    |
| 2023     | SF       | 40    | 10    | 0     | 0     | 0        | 3     | 5     | 0        | 7           | .375  | 161   | 38.1     | 31       | 6           | 14       | 2     | 0        | 47       | 0     | 0        | 21    | 17       | 3.99     | 1.17    |
| 2024     | CWS      | 54    | 0     | 0     | 0     | 0        | 0     | 6     | 2        | 13          | .000  | 216   | 48.2     | 52       | 9           | 17       | 0     | 3        | 58       | 1     | 0        | 34    | 34       | 6.29     | 1.42    |
| 2024     | ATL      | 5     | 0     | 0     | 0     | 0        | 0     | 0     | 0        | 1           | ----  | 26    | 6.2      | 4        | 2           | 2        | 0     | 0        | 9        | 0     | 0        | 2     | 2        | 2.70     | 0.90    |
| '24計    | ATL      | 59    | 0     | 0     | 0     | 0        | 0     | 6     | 2        | 14          | .000  | 242   | 55.1     | 56       | 11          | 19       | 0     | 3        | 67       | 1     | 0        | 36    | 36       | 5.86     | 1.36    |
| 2025     | DET      | 19    | 0     | 0     | 0     | 0        | 1     | 0     | 0        | 2           | 1.000 | 93    | 18.2     | 22       | 3           | 11       | 0     | 3        | 20       | 2     | 0        | 18    | 16       | 7.71     | 1.77    |
| MLB：7年 | MLB：7年 | 354   | 21    | 0     | 0     | 0        | 15    | 21    | 4        | 63          | .417  | 1500  | 355.0    | 322      | 45          | 109      | 13    | 14       | 388      | 4     | 0        | 161   | 150      | 3.80     | 1.21    |

- 2024年度シーズン終了時

### ポストシーズン投手成績
| 年 度     | 球 団     | シ リ ｜ ズ | 登 板 | 先 発 | 勝 利 | 敗 戦 | セ ｜ ブ | 打 者 | 投 球 回 | 被 安 打 | 被 本 塁 打 | 与 四 球 | 敬 遠 | 与 死 球 | 奪 三 振 | 暴 投 | ボ ｜ ク | 失 点 | 自 責 点 | 防 御 率 |
| --------- | --------- | ----------- | ----- | ----- | ----- | ----- | -------- | ----- | -------- | -------- | ----------- | -------- | ----- | -------- | -------- | ----- | -------- | ----- | -------- | -------- |
| 2019      | STL       | NLDS        | 3     | 0     | 0     | 0     | 0        | 9     | 2.0      | 3        | 0           | 0        | 0     | 0        | 2        | 0     | 0        | 0     | 0        | 0.00     |
| 2019      | STL       | NLCS        | 2     | 0     | 0     | 0     | 0        | 8     | 1.0      | 4        | 1           | 1        | 0     | 0        | 1        | 0     | 0        | 2     | 2        | 18.00    |
| 出場：1回 | 出場：1回 | 出場：1回   | 5     | 0     | 0     | 0     | 0        | 17    | 3.0      | 7        | 1           | 1        | 0     | 0        | 3        | 0     | 0        | 2     | 2        | 6.00     |

- 2024年度シーズン終了時

### 年度別守備成績
| 年 度 | 球 団 | 投手（P） | 投手（P） | 投手（P） | 投手（P） | 投手（P） | 投手（P） |
| 年 度 | 球 団 | 試 合     | 刺 殺     | 補 殺     | 失 策     | 併 殺     | 守 備 率  |
| ----- | ----- | --------- | --------- | --------- | --------- | --------- | --------- |
| 2017  | STL   | 50        | 1         | 5         | 0         | 0         | 1.000     |
| 2018  | STL   | 45        | 2         | 3         | 0         | 0         | 1.000     |
| 2019  | STL   | 66        | 1         | 6         | 0         | 0         | 1.000     |
| 2021  | SF    | 18        | 1         | 0         | 0         | 0         | 1.000     |
| 2022  | SF    | 76        | 4         | 10        | 0         | 0         | 1.000     |
| 2023  | SF    | 40        | 2         | 4         | 1         | 0         | .857      |
| 2024  | CWS   | 54        | 0         | 3         | 0         | 0         | 1.000     |
| 2024  | ATL   | 5         | 0         | 1         | 0         | 0         | 1.000     |
| '24計 | ATL   | 59        | 0         | 4         | 0         | 0         | 1.000     |
| MLB   | MLB   | 354       | 11        | 32        | 1         | 0         | .977      |

- 2024年度シーズン終了時

### 背番号
- 60（2017年 - 2019年）
- 59（2021年 - 2024年）
- 49（2025年 - 同年6月14日）